# Schloss Eggmühl

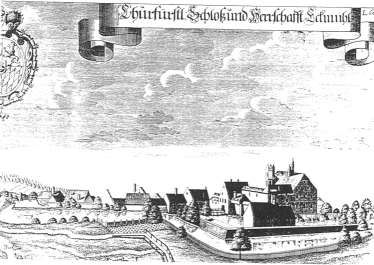
Kupferstich von Michael Wening (1645–1718) vom Schloss Eggmühl

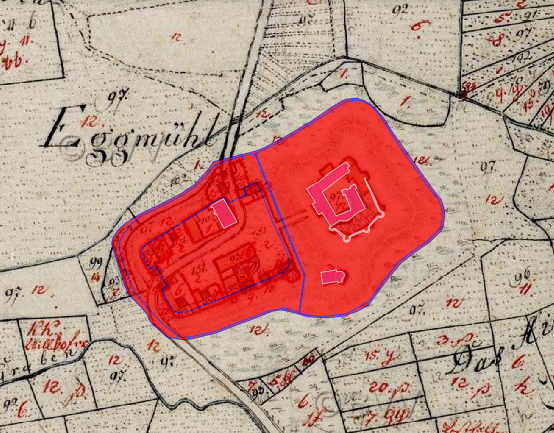
Lageplan von Schloss Eggmühl auf dem Urkataster von Bayern

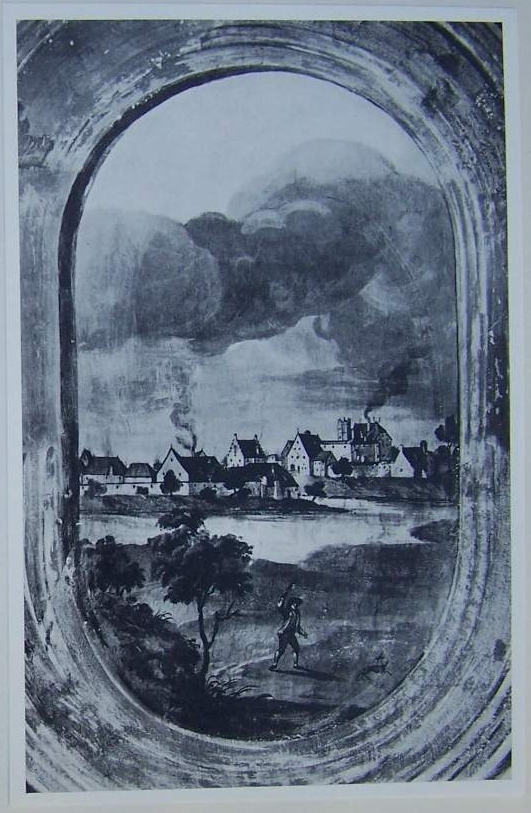
Wandgemälde von Hans Donauer im Antiquarium in der Münchner Residenz (ca. 1590)

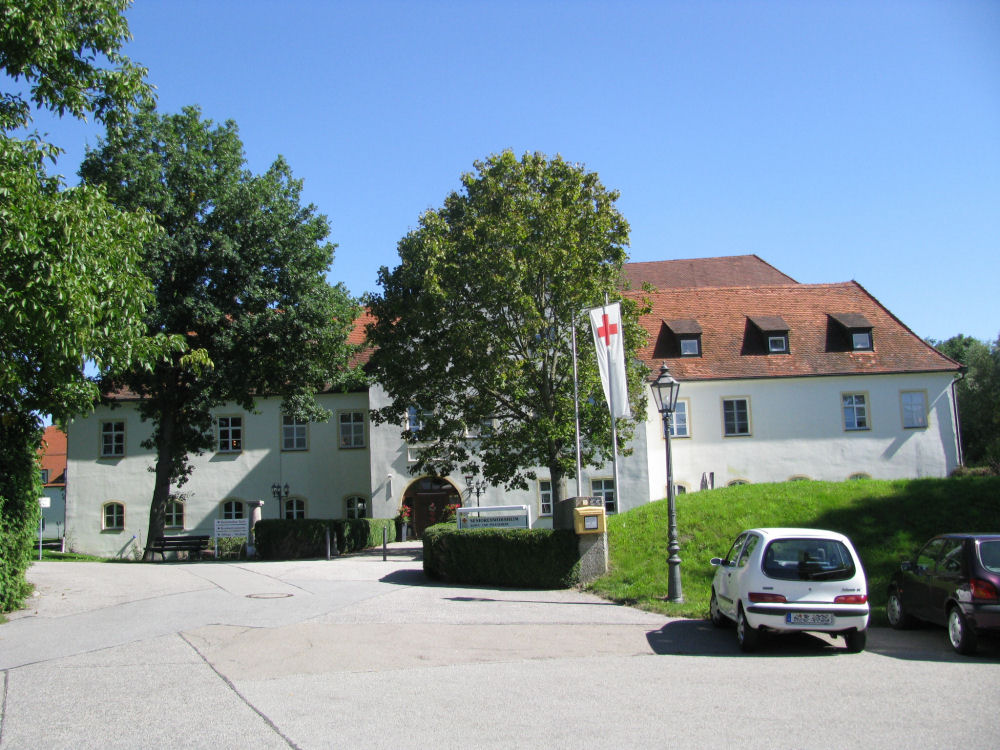
Schloss Eggmühl

Das Schloss Eggmühl ist ein denkmalgeschütztes Gebäude am Kirchplatz 1 im Ortsteil Eggmühl im Markt Schierling im Landkreis Regensburg (Bayern). Die Anlage ist unter der Aktennummer D-3-75-196-26 als denkmalgeschütztes Baudenkmal von Eggmühl verzeichnet. Ebenso wird sie als Bodendenkmal unter der Aktennummer D-3-7139-0008 im Bayernatlas als „archäologische Befunde und Funde im Bereich des Schlosses von Eggmühl, ehemals mittelalterliche Niederungsburg, mit zugehöriger Graben-Wall-Anlage und der Kath. Filialkirche St. Laurentius, ehemals Schloss- bzw. Burgkapelle“ geführt.

## Geschichte
Die ehemalige Niederungsburg und mittelalterliche Weiherhausanlage wurde im 12. Jahrhundert erbaut. Sie war damals im Besitz der Truchsesse zu Heilsberg bzw. der Herren von Eggmühl. Um 1333 war sie im Besitz des Truchsesses Ulrich dem Leublfinger. 1341 verlieh Kaiser Ludwig der Bayer ihm das Marktrecht zu Eggmühl. Um 1432 erfolgte eine bauliche Erweiterung durch den Bau eines Zwingers durch die Brüder Nothaft, denen die Herrschaft Eggmühl 1403 von König Ruprecht von der Pfalz verpfändet worden war. Ab 1475 befand sich hier das Pfleggericht der Herzöge von Bayern. Im 16. und 17. Jahrhundert wurde das Schoss baulich verändert. Im 17. Jahrhundert erfolgte die Errichtung des Speichers mit Halbwalmdach. Ein 1701 verlegter Kupferstich von Michael Wening bezeichnet Eggmühl als Kurfürstliches Schloss und Herrschaft. Die katholische Filialkirche St. Laurentius, ehemals Schloss- bzw. Burgkapelle wurde in ihrer heutigen Form 1720 errichtet. Bei der Schlacht bei Eggmühl am 22. April 1809 war auch das Schloss heftig umkämpft und wurde schließlich durch den französischen Marschall Lannes eingenommen.
1812 kam das Schloss in den Besitz des Grafen Maximilian von Montgelas, 1834 dann an die Fürsten von Thurn und Taxis und war bis zur Revolution 1848 Sitz des Fürstl. Thurn und Taxis’schen Herrschaftsgerichts Zaitzkofen in Eggmühl. 1919 erwarb das Schloss der Oberlehrer a. D. Oskar Hirsch. Es erfolgte später der Umbau zum Altersheim und die Verlängerung des Nordflügels. Heute wird das Schloss als BRK-Seniorenheim genutzt.

## Gebäude
Das Schloss ist eine gegliederte, unregelmäßige Vierflügelanlage um einen nach Nordosten geöffneten Rechteckhof aus dem 15. Jahrhundert. Der Westflügel, ein ehemaliger Torbau ist ein zweigeschossiger, erdgeschossig gewölbter Walmdachbau mit Zwerchhäusern und Schweifgiebel. Der Südflügel ist ein zweigeschossiger Walmdachbau über unregelmäßigem Grundriss. Der Nordflügel ist ein dreigeschossiger Walmdachbau mit Resten der Zwingermauer mit vier runden Türmen aus Bruchstein von 1432.